# Testimonianza (ordinamento penale italiano)
La testimonianza, nel processo penale italiano, è disciplinata, sotto il profilo "statico", dal capo I del titolo II (mezzi di prova) del libro III (prove) codice di procedura penale, nonché, sotto il profilo "dinamico", dal capo III (istruzione dibattimentale) del titolo II (dibattimento) del libro VII (giudizio).

## Disciplina
Il giudice deve esaminare le persone informate dei fatti presi in esame dal processo e le persone che possono risultare utili, per competenze tecniche, all'accertamento della verità. Fatta eccezione per il rispetto del principio Nemo tenetur se detegere e salvi i casi d'incompatibilità previsti dalla legge, il testimone ha l'obbligo di rendere la testimonianza dicendo la verità e non nascondendo alcuna informazione.
La testimonianza è la più debole tra le prove semplici (si dicono semplici le prove la cui formazione è coeva allo svolgimento del processo) perché innanzitutto non ha mai efficacia di prova legale: il giudice non può darla per accertata, come avviene nell'ambito delle prove legali, tuttavia ne valuta il contenuto. 
Nonostante ciò la testimonianza è il mezzo di prova che più di altri si mostra decisivo nel modello processuale vigente, essendo una manifestazione dell'oralità e dell'immediatezza del rapporto prova-giudice. La testimonianza viene resa da persone diverse dalle parti processuali, ad eccezione della parte civile laddove corrispondano le figure di persona offesa e danneggiato.
Prima dell'esame del testimone, il giudice deve avvertire il teste dell'obbligo di dire la verità e delle responsabilità previste dalla legge per i testimoni falsi o reticenti. Invita quindi il testimone alla lettura della formula di impegno (volgarmente e comunemente chiamato 'giuramento') il cui testo è tratto dal Codice di procedura penale: "Consapevole della responsabilità morale e giuridica che assumo con la mia deposizione, mi impegno a dire tutta la verità e a non nascondere nulla di quanto è a mia conoscenza". (art. 497, c. 2)

### Testimonianza indiretta
Trattasi della «testimonianza della testimonianza» o «testimonianza de relato» che si verifica laddove in dibattimento il testimone narra non ciò che ha veduto o comunque appreso personalmente ma ciò che altri gli hanno narrato d'aver veduto od appreso. È, cioè, la deposizione di colui il quale riferisce un fatto che gli è stato raccontato. L'art. 195 c.p.p. prevede per l'utilizzabilità della testimonianza indiretta l'indicazione della fonte diretta e l'eventuale ascolto di essa, obbligatorio solo se richiesto dalla parte o se il giudice ne ravvisi la necessità.
Qualora una persona non voglia o non possa rendere note le generalità della propria fonte ovvero qualora quest'ultima sia tenuta al segreto professionale o d'ufficio, la testimonianza è inutilizzabile ai fini della prova.

### Chi ha diritto di astenersi
- I prossimi congiunti dell'imputato (art. 307, c. 4 c.p.) hanno la facoltà, non l'obbligo, di assumere la veste di testimone salvi i casi disposti dall'art. 199, c.1 c.p.p.
- Gli ecclesiastici cattolici e i ministri delle confessioni i cui statuti non contrastino con l'ordinamento giuridico italiano salvi i casi in cui hanno l'obbligo di riferirne all'autorità giudiziaria (art. 200 c.p.p.)
- Gli avvocati, i notai, i medici e in genere le categorie tenute ad osservare il segreto professionale salvi i casi in cui hanno l'obbligo di riferirne all'autorità giudiziaria (art. 200 c.p.p.)
- I pubblici ufficiali circa materie coperte dal segreto d'ufficio, salvi i casi in cui hanno l'obbligo di riferirne all'autorità giudiziaria (art. 201 c.p.p.), politico o militare.

### Sanzioni per la falsa testimonianza
Il testimone renitente o reticente commette un reato punito con la reclusione. Il testimone non può essere arrestato in udienza. Viene dichiarato non punibile il testimone che ritratti il falso o affermi il vero prima che sia pronunciata la sentenza. Non è punibile chi commette falsa testimonianza per esservi stato costretto dalla necessità di salvare da una condanna penale se stesso o un prossimo congiunto (art 384 c.p.).